# Turbocharged Direct Injection
TDI е съкращение от turbocharged direct injection. Това съкращение се използва главно от концерна Volkswagen за означаване на турбодизеловите двигатели с директно впръскване на автомобилите от марките Volkswagen, Audi, Шкода и SEAT.

## Дизелови двигатели
При по-старите дизелови двигатели горивото се впръсква в предкамера или камера, свързана с главната горивна камера чрез малки отвори (бренери). Този вид дизелови двигатели са с предкамерно впръскване на горивото. Дизеловите двигатели с предкамерно впръскване работят по-твърдо, могат да развиват повече обороти, но за сметка на това изразходват повече гориво, по-тежки са и се стартират по-трудно от дизеловите двигатели с директно впръскване. За това всички нови дизелови двигатели са с директно впръскване на горивото, които са по-икономични, по-мощни и се палят по-лесно при ниски температури.

## Система
Системата се състои от турбокомпресор и специално топлоотделящо тяло (най-често радиатор). Това топлоотделящо тяло е разположено на място, където въздушната струя може лесно да го охлади – най-често в предницата на автомобила. При засмукването от турбокомпресора на въздух, същият повишава драстично температурата си поради високото налягане. Оттук следва, че същият обем подаван въздух е с по-ниска плътност и съответно се доставя и по-малко кислород. Оттук следва, че се намалява и максималното количество гориво, което може да бъде ефективно изгорено (отработено) за единица време. Това налага охлаждането на сгъстения въздух. На помощ идва топлооделящото тяло, което чрез въздушната струя, причинена от движението на автомобила, охлажда въздуха и съдържанието на кислород се увеличава. При някои автомобили има и перка, задвижвана от ремък от самия двигател, с което се подобрява значително охлаждането дори при движение с ниска скорост. С това се увеличава и КПД на двигателя. Като цяло за единица време се изгаря по-голямо количество гориво-въздушна смес.